# Pantecphylus kivuensis
Pantecphylus kivuensis är en insektsart som beskrevs av Schmidt, G.H., Stelzer och J.L. Marshall 2004. Pantecphylus kivuensis ingår i släktet Pantecphylus och familjen vårtbitare. Inga underarter finns listade i Catalogue of Life.